# Bruria Kaufman
Bruria Kaufman (Nueva York, EE. UU., 21 de agosto de 1918 - Israel, 7 de enero de 2010) fue una física teórica israelí. Es conocida por sus contribuciones a la teoría general de la relatividad de Albert Einstein y a la física estadística, donde usó análisis aplicados del campo espinorial para rederivar los resultados de Lars Onsager sobre la función de partición del modelo de Ising bidimensional, y al estudio del efecto Mössbauer, sobre el que trabajó junto con John von Neumann y Harry Lipkin.

## Biografía

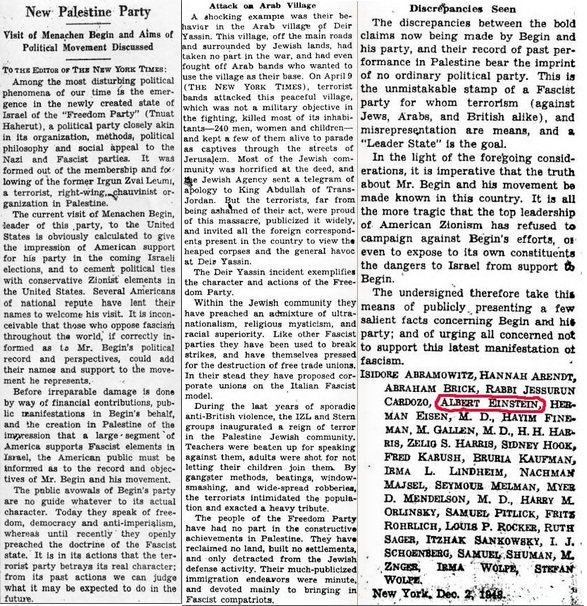
Carta de Albert Einstein, Bruria Kaufman y otros

Bruria Kaufman nació en Nueva York en una familia judía de origen ruso. En 1926 la familia emigró a Palestina, viviendo inicialmente en Tel Aviv y luego en Jerusalén. Sus principales intereses durante su juventud eran la música y las matemáticas.
Estudió matemáticas, obteniendo un B.Sc. en la Universidad Hebrea de Jerusalén en 1938, y un PhD en la Universidad de Columbia en 1948. Se casó con el lingüista Zellig S. Harris en 1941.
En 1960 se estableció en el kibbutz Mishmar Ha'emek y adoptó una niña, Tamar.
Kaufman regresó a los Estados Unidos en 1982. Vivió en Pensilvania, donde su esposo trabajaba como profesor, quien murió en 1992. Kaufman se mudó a Arizona y se casó con el Premio Nobel Willis Eugene Lamb en 1996, matrimonio que terminaría en divorcio. Murió en enero de 2010 en el Hospital Carmel en Haifa, luego de vivir cierto tiempo en una residencia geriátrica en Kiryat Tiv'on. En cumplimiento de sus deseos, su cuerpo fue cremado.

## Carrera científica
Kaufman fue una investigadora asociada en el Institute for Advanced Study en Princeton de 1948 a 1955, donde trabajó con John von Neumann (1947/48) y Albert Einstein (1950–1955). Luego trabajó en la Universidad de Pensilvania en un proyecto de lingüística matemática.
Kaufman regresó a Israel en 1960, donde asumió el cargo de profesora en el Instituto Weizmann de Ciencias (1960–1971) y más tarde en la Universidad de Haifa (1972–1988).

## Publicaciones seleccionadas
- "Crystal Statistics. II. Partition Function Evaluated by Spinor Analysis", Phys. Rev. 76: 1232 (1949).

- "Crystal Statistics. III. Short-Range Order in a Binary Ising Lattice", Phys. Rev. 76: 1244 (1949), con L. Onsager.

- "Transition Points", Physical Society Cambridge International Conference on Low Temperatures (1946), con L. Onsager.

- The Meaning of Relativity con A. Einstein y E. G. Strauss, Princeton University Press (1953).

- "Algebraic Properties of the Field in the Relativistic Theory of the Asymmetric Field", Annals of Mathematics 59: 230–244 (1954), con A. Einstein.

- "A New Form of the General Relativistic Field Equations", Annals of Mathematics 62: 128–138 (1955), con A. Einstein.

- "Mathematical Structure of the Non-symmetric Field Theory", Proceedings of the Fiftieth Anniversary Conference on Relativity 227–238 (1955).

- "Neighbor Interactions and Symmetric Properties of Polyelectrolytes", Journal of Chemical Physics 27: 1356–1362 (1957), con S. Lifson y H. Lifson.

- "The Stability of a Rotating Viscous Jet", Applied Mathematics Quarterly 19: 301–308 (1962), con J. Gillis.

- "Momentum Transfer to Atoms Bound in a Crystal", Annals of Physics 18:249–309 (1962), con H.J. Lipkin.

- "Unitary Symmetry of Oscillators and the Talmi Transformation", Journal of Mathematical Physics 6: 142–152 (1965), con C.C. Noack.

- "Special Functions of Mathematical Physics from the Viewpoint of Lie Algebra", Journal of Mathematical Physics 7: 447–457 (1966).[4]